# Miara (matematyka)

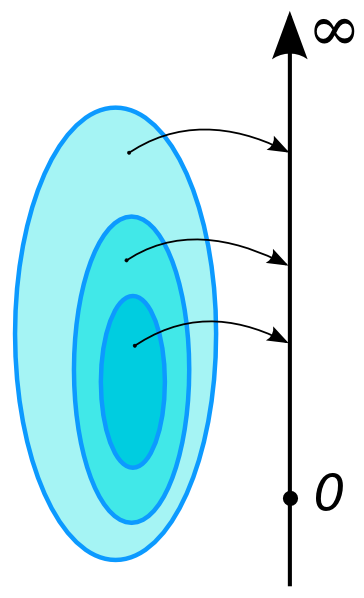
Nieformalnie miara przypisuje zbiorom nieujemne liczby rzeczywiste tak, by większym zbiorom odpowiadały większe liczby.

Miara – funkcja określająca „wielkości” mierzalnych podzbiorów ustalonego zbioru poprzez przypisanie im liczb nieujemnych bądź nieskończoności przy założeniu, że zbiór pusty ma miarę zero, a miara sumy zbiorów rozłącznych jest sumą ich miar.
Pojęcie miary wyrosło z ogólnego spojrzenia na zagadnienia długości, pola powierzchni czy objętości w pracach Lebesgue’a. Jego miara jest uogólnieniem tych pojęć dla podzbiorów przestrzeni {\displaystyle \mathbb {R} ^{n},} które należą do przestrzeni mierzalnej generowanej przez przedziały n-wymiarowe (czyli zbiory postaci {\displaystyle [x_{1},y_{1}]\times [x_{2},y_{2}]\times \ldots \times [x_{n},y_{n}]}).
Na danym zbiorze można określać różne miary.
Np. załóżmy, że mamy 10 odróżnialnych kostek do gry w różnych kolorach. Wtedy możemy zdefiniować miary:
1. miara określająca liczby kostek o kolorze czerwonym w zadanych podzbiorach zbioru kostek,
2. miara prawdopodobieństwa, np. określająca prawdopodobieństwo wyrzucenia podczas rzutu 10 kostek sumarycznej liczby oczek większej niż 30,
3. miara Diraca określająca, czy dany podzbiór kostek posiada ustaloną kostkę

itp.
Głównym zastosowaniem miar jest definicja ogólnego pojęcia całki na zbiorach o strukturze bardziej skomplikowanej niż przedziały na prostej rzeczywistej. Całki tego typu wykorzystuje się w teorii prawdopodobieństwa i w różnych działach analizy matematycznej.
Czasem jest niemożliwe lub niepotrzebne przypisywanie miary wszystkim podzbiorom danego zbioru, dlatego w definicji miary bierze się pod uwagę zbiory należące do σ-ciała danego zbioru.
Własnościami miar zajmuje się teoria miary, będąca gałęzią analizy matematycznej. Teoria miary bada σ-ciała, miary, funkcje mierzalne oraz całki.

## Definicja miary
Niech {\displaystyle {\mathcal {F}}} będzie σ-ciałem podzbiorów zbioru {\displaystyle \Omega .} Funkcję
{\displaystyle \mu \colon {\mathcal {F}}\to [0,\infty ]}
nazywamy miarą, gdy
{\displaystyle \mu (\varnothing )=0,}
{\displaystyle \mu \left(\bigcup \limits _{n=1}^{\infty }A_{n}\right)=\sum _{n=1}^{\infty }\mu (A_{n})}
dla każdej rodziny zbiorów parami rozłącznych {\displaystyle A_{1},A_{2},A_{3},\dots \in {\mathcal {F}}.}
Parę {\displaystyle (\Omega ,{\mathcal {F}})} nazywamy przestrzenią mierzalną, natomiast trójkę {\displaystyle (\Omega ,{\mathcal {F}},\mu )} – przestrzenią z miarą.
Miary, które spełniają warunek
{\displaystyle \mu (\Omega )=1,}
nazywamy miarami probabilistycznymi. Miary tego rodzaju są zasadniczym pojęciem w nowoczesnej teorii prawdopodobieństwa.
Miara {\displaystyle \mu } określona jest na zbiorach należących do σ-ciała {\displaystyle {\mathcal {F}},} a nie na dowolnych podzbiorach przestrzeni {\displaystyle \Omega } – w ten sposób unika się problemu z miarą na zbiorach niemierzalnych w {\displaystyle \Omega ,} jak np. zbiór Vitalego.
Elementy σ-ciała {\displaystyle {\mathcal {F}}} nazywa się zbiorami {\displaystyle \mu }-mierzalnymi względem {\displaystyle {\mathcal {F}}.}

## Własności miary
Niech {\displaystyle (\Omega ,{\mathcal {F}},\mu )} będzie przestrzenią z miarą oraz niech {\displaystyle A_{1},A_{2},A_{3},\dots } ciągiem elementów w {\displaystyle {\mathcal {F}}.}
- Monotoniczność: Jeśli {\displaystyle A,B\in {\mathcal {F}}} oraz {\displaystyle A\subseteq B,} to {\displaystyle \mu (A)\leqslant \mu (B)}
- Podaddytywność:

{\displaystyle \mu \left(\bigcup _{n=1}^{\infty }~A_{n}\right)\leqslant \sum _{n=1}^{\infty }~\mu (A_{n}).}
- Jeżeli {\displaystyle A,B\in {\mathcal {F}},\,A\subseteq B} oraz {\displaystyle \mu (B)<\infty ,} to

{\displaystyle \mu (B\setminus A)=\mu (B)-\mu (A).}
- Ciągłość z dołu: jeśli {\displaystyle A_{i}\subseteq A_{i+1}} dla każdej liczby {\displaystyle i,} to

{\displaystyle \mu \left(\bigcup _{n=1}^{\infty }~A_{n}\right)=\lim _{n\to \infty }~\mu (A_{n}).}
- Ciągłość z góry: jeśli {\displaystyle A_{n+1}\subseteq A_{n}} oraz {\displaystyle \mu (A_{1})<\infty ,} to

{\displaystyle \mu \left(\bigcap _{n=1}^{\infty }~A_{n}\right)=\lim _{n\to \infty }~\mu (A_{n}).}
Uwaga:
Powyższa własność jest fałszywa bez założenia o skończoności miary przynajmniej jednego zbioru {\displaystyle A_{n}.} Istotnie, niech
{\displaystyle A_{n}=[n,\infty )\subseteq \mathbb {R} ,}
wszystkie zbiory {\displaystyle A_{i}} są miary (tzn. długości) nieskończonej, ale
{\displaystyle \bigcap _{n=1}^{\infty }A_{n}=\varnothing .}
Wnioskiem z własności o ciągłości z góry jest przydatne w niektórych sytuacjach twierdzenie o granicy w punkcie:
- Jeżeli mamy nieprzeliczalną rodzinę zbiorów {\displaystyle \{A_{\tau }\}_{\tau \in (a,b]}} (gdzie {\displaystyle a<b}) spełniającą warunki {\displaystyle \forall _{\tau _{1},\tau _{2}\in (a,b]}\tau _{1}<\tau _{2}\Rightarrow A_{\tau _{1}}\subseteq A_{\tau _{2}},} {\displaystyle \mu (A_{b})<\infty } oraz {\displaystyle \bigcap _{\tau \in (a,b]}A_{\tau }=\varnothing } to {\displaystyle \lim _{\tau \to a}\mu (A_{\tau })=0.} Wynika to z faktu, że funkcja {\displaystyle \tau \to \mu (A_{\tau })} jest nieujemna i niemalejąca, zatem ma w początku przedziału taką samą granicę jak miara iloczynu zbiorów {\displaystyle \{A_{a+{\frac {b-a}{n}}}\}_{n\in \mathbb {N} }.}

## Przykłady
Do ważnych przykładów miar należą:
- miara borelowska
- miara Diraca
- miara Haara
- miara Hausdorffa
- miara Jordana
- miara Lebesgue’a
- miara licząca – przypisuje zbiorom liczby ich elementów
- miara probabilistyczna
- miara Radona

Także całki są miarami, np.
- całka Lebesgue’a
- całka Riemanna

Do innych ważnych rodzajów zalicza się miary: ergodyczną, Eulera, Gaussa, Baire’a

## Miary skończone i σ-skończone
Jeśli {\displaystyle (\Omega ,{\mathcal {F}},\mu )} jest przestrzenią z miarą {\displaystyle \mu ,} to miarę {\displaystyle \mu } nazywa się
1. skończoną, gdy {\displaystyle \mu (\Omega )<\infty }
2. σ-skończoną (albo półskończoną), gdy możliwe jest przedstawienie przestrzeni {\displaystyle \Omega } jako przeliczalnej sumy zbiorów miary skończonej, tzn. gdy istnieje ciąg zbiorów {\displaystyle A_{n}\in {\mathcal {F}}\ (n\in \mathbb {N} )} takich, że
  - {\displaystyle \mu (A_{n})<\infty ,}
  - {\displaystyle \Omega =\bigcup _{n=1}^{\infty }A_{n}.}

Przykłady:
1) Miarą σ-skończoną jest np. miara Lebesgue’a. Istotnie,
{\displaystyle \mathbb {R} =\bigcup _{n=1}^{\infty }[-n,n],}
gdzie każdy przedział postaci {\displaystyle [-n,n]} jest oczywiście długości (miary) {\displaystyle n-(-n)=2n.}
2) Nie jest miarą σ-skończoną miara licząca {\displaystyle \mu } określona na prostej rzeczywistej {\displaystyle \mathbb {R} } następująco:
- {\displaystyle \mu } przypisuje skończonym podzbiorom zbioru {\displaystyle \mathbb {R} } liczbę ich elementów,
- {\displaystyle \mu } przypisuje zbiorom nieskończonym liczbę = {\displaystyle \infty .}

Istotnie, zbiór {\displaystyle \mathbb {R} } jest nieprzeliczalny – żadnego zbioru nieprzeliczalnego nie da się przedstawić w postaci przeliczalnej sumy zbiorów skończonych.
Miary, które nie są σ-skończone, nazywa się patologicznymi.

## Miary zupełne. Zbiory zaniedbywalne
(1) Def. Miarę nazywa się zupełną, gdy każdy podzbiór zbioru miary zero jest mierzalny i w konsekwencji ma miarę = 0.
Pojęcie zupełności miary dotyczy zatem przestrzeni z miarą {\displaystyle (\Omega ,{\mathcal {F}},\mu ),} a dokładniej σ-ciała {\displaystyle {\mathcal {F}}} i miary μ. W przestrzeni z miarą zupełną prawdziwy jest warunek:
Jeżeli {\displaystyle A\in {\mathcal {F}}} oraz {\displaystyle \mu (A)=0} to każdy podzbiór zbioru A należy do {\displaystyle {\mathcal {F}}.}
Pojęcie to związane jest z porządkowaniem różnych miar, które można zdefiniować na różnych podzbiorach zbioru {\displaystyle \Omega .} Jeżeli przestrzenie {\displaystyle (\Omega ,{\mathcal {F}}_{1},\mu _{1})} i {\displaystyle (\Omega ,{\mathcal {F}}_{2},\mu _{2})} spełniają warunki:
{\displaystyle {\ce {\forall _{A\in {\mathcal {F_{1}}}\cap {\mathcal {F_{2}}}}\,\,\,{\mu }_{1}(A)\,=\,{\mu }_{2}(A)}}}
{\displaystyle \forall _{B\in {\mathcal {F_{1}}}\setminus {\mathcal {F}}_{2}}\,\,\,{\mu }_{1}(B)=0}
{\displaystyle {\ce {\forall _{C\in {\mathcal {F}}_{2}\setminus {\mathcal {F}}_{1}}\,\,\,{\mu }_{2}(C)\,\,=\,\,0}}}
to skłonni jesteśmy je traktować jako takie same. Miara zupełna ma najobszerniejszą dziedzinę spośród tych miar, które traktowalibyśmy jako takie same.
(2) Nie każda miara jest zupełna.
Np. Miara Lebesgue’a obcięta do σ-ciała borelowskich podzbiorów prostej nie jest zupełna, gdyż:
- rodzina borelowskich podzbiorów prostej jest mocy {\displaystyle {\mathfrak {c}}} (continuum),
- zbiór Cantora, jako zbiór domknięty, jest borelowski, a ponadto jest to zbiór miary zero oraz mocy continuum, a więc rodzina jego wszystkich podzbiorów jest mocy {\displaystyle 2^{\mathfrak {c}},} co oznacza iż jego podzbiorów jest więcej niż wszystkich zbiorów borelowskich.

(3) Def. Zbiory miary zero nazywane są zbiorami zaniedbywalnymi.
(4) Każdą miarę można rozszerzyć do miary określonej na σ-ciele poszerzonym o zbiory zaniedbywalne, która jest zupełna (tzw.  uzupełnienie miary). Dowód tego twierdzenia znajdziemy w, s. 91–92.
Np. miara Lebesgue’a na rodzinie zbiorów mierzalnych w sensie Lebesgue’a jest uzupełnieniem miary Lebesgue’a na rodzinie zbiorów borelowskich.
Miarę zupełną uzyskuje się ograniczając miarę zewnętrzną określoną na wszystkich podzbiorach zbioru {\displaystyle \Omega } do zbiorów {\displaystyle \{E\subset \Omega \}} spełniających warunek Carathéodory’ego: {\displaystyle \mu ^{*}(A\cap E)+{\mu }^{*}(A\setminus E)=\mu ^{*}(A)} dla każdego {\displaystyle A\subset \Omega }.

## Zbiory niemierzalne
- Zbiorami niemierzalnymi względem sigma-ciała {\displaystyle {\mathcal {F}}} przestrzeni mierzalnej {\displaystyle (\Omega ,{\mathcal {F}})} nazywamy podzbiory zbioru {\displaystyle \Omega ,} które nie należą do {\displaystyle {\mathcal {F}}.}

Pod pojęciem zbiorów niemierzalnych rozumie się najczęściej zbiory, które nie są mierzalne w sensie Lebesgue’a.
Rodzinę {\displaystyle {\mathcal {L}}} zbiorów mierzalnych w sensie Lebesgue’a najczęściej opisuje się jako rodzinę tych podzbiorów prostej, które spełniają warunek Caratheodory’ego dla miary zewnętrznej Lebesgue’a. Naturalnym pytaniem matematyków było więc czy wszystkie podzbiory prostej są mierzalne w sensie Lebesgue’a? Okazuje się, że nie można udzielić odpowiedzi na to pytanie, używając tylko aksjomatyki Zermela-Fraenkla (bez aksjomatu wyboru). Zakładając aksjomat wyboru, można jednak udowodnić istnienie niemierzalnych podzbiorów prostej. Do takich zbiorów należą:
- elementy paradoksalnego rozkładu kuli (paradoks Banacha-Tarskiego),
- zbiór Bernsteina,
- zbiór Łuzina,
- zbiór Sierpińskiego,
- zbiór Vitalego.

Aby udowodnić istnienie ostatnich dwóch zbiorów, należy założyć dodatkowo hipotezę continuum.
Tw. Każdy zbiór dodatniej miary Lebesgue’a zawiera podzbiór niemierzalny (przy założeniu aksjomatu wyboru).

## Uogólnienia miary
Rozważa się miary, których wartości nie są ograniczone do nieujemnych liczb rzeczywistych i nieskończoności.
Jeżeli zachodzi potrzeba odróżnienia zwykłej miary przyjmującej wartości nieujemne od jednego z jej uogólnień, to używa się zwykle pojęcia „miara dodatnia”.
Przykłady miar uogólnionych:
- miara ze znakiem – przeliczalnie addytywna funkcja ze zbioru {\displaystyle \Omega } w cały zbiór liczb rzeczywistych,
- miara zespolona – przeliczalnie addytywna funkcja ze zbioru {\displaystyle \Omega } w cały zbiór liczb zespolonych,
- miary przyjmujące wartości w przestrzeniach Banacha,
- miary spektralne – przyjmują wartości w zbiorze samosprzężonych rzutów na przestrzeń Hilberta (używane głównie w twierdzeniu spektralnym analizy funkcjonalnej).
- miara skończenie addytywna – od zwykłej miary różni się jedynie wymaganiem skończonej addytywności (zamiast addytywności przeliczalnej). Chronologicznie definicja ta pojawiła się pierwsza, ale szybko stwierdzono, że jest ona mało użyteczna. Miary skończenie addytywne są jednak powiązane z takimi pojęciami jak: granice Banacha, przestrzeń dualna do L∞ oraz uzwarcenie Čecha-Stone’a. Wszystkie wspomniane pojęcia są powiązane w pewien sposób z aksjomatem wyboru.

Ważny wynik geometrii całkowej (twierdzenie Hadwigera) mówi, że przestrzeń funkcji niezmienniczych ze względu na przesunięcia, skończenie addytywnych, niekoniecznie nieujemnych zbiorów określona na skończonej sumie zwartych zbiorów wypukłych w {\displaystyle \mathbb {R} ^{n}} składa się (z dokładnością do mnożenia skalarnego) z jednej „miary”, która jest „jednorodna stopnia {\displaystyle k}” dla każdego {\displaystyle k=0,1,2,\dots ,n} i kombinacji liniowych tych „miar”. „Jednorodna stopnia {\displaystyle k}” oznacza, że skalowanie dowolnego zbioru przez dowolny współczynnik {\displaystyle c>0} mnoży „miarę” zbioru przez {\displaystyle c^{k}.} Jednorodną stopnia {\displaystyle n} jest {\displaystyle n}-wymiarowa objętość, jednorodną stopnia {\displaystyle n-1} jest hiperpłaszczyzna, a jednorodną stopnia {\displaystyle 1} jest tajemnicza funkcja nazywana „błędną szerokością” (przekorna nazwa), jednorodną stopnia zero jest charakterystyka Eulera.